# Hunosa
Hulleras del Norte S.A., més coneguda per l'acrònim HUNOSA, és una empresa pública espanyola creada el 1967 encarregada de l'explotació dels pous i mines de carbó de les conques del nord del país. Des dels anys 80 en procés de reestructuació i diversificació de les seves activitats a causa de la previsió del cessament de l'activitat minera del carbó a la Unió Europea.
La totalitat de les seves accions estan controlades per la Societat Estatal de Participacions Industrials (SEPI). A més, està formada per altres empreses, a més de la matriu, com la Sociedad Asturiana de Diversificación Minera (SADIM), la Fundación Laboral Santa Bárbara (FUSBA) i la Brigada Central de Salvamento. El seu president actualment és Gregorio Rabanal.

## Història
Fou creada el 9 de març de 1967 per decret com a solució a la crisi tradicional del sector de la mineria espanyola, provocat per l'encariment de la producció, les complicades condicions geològiques i una manca d'inversions. A la pública s'integraren nombroses empreses privades que operaven a la conca central d'Astúries, que es trobaven també en crisi econòmica, sense capital i una producció cada vegada menor, les accions de les quals van ser comprades per l'Institut Nacional d'Indústria (INI), precursor de la Societat Estatal de Participacions Industrials (SEPI). Integrades totes les empreses, que aportaren un total de 45 pous i mines, va iniciar un procés d'inversió, modernització i racionalització, tant de les plantilles com de les instal·lacions en explotació per augmentar-ne la productivitat, sense poder evitar, amb tot, les pèrdues que provocava l'activitat extractiva.
Des dels anys 80 l'empresa ha passat per diferents plans de reestructuració per adaptar-se al marc energètic de la Unió Europea, que suposà la pèrdua de protagonisme del carbó del sector energètic, cercant programes de dinamització i reactivació econòmica de cara a la cerca de projectes i llocs de feina alternatius per a les conques mineres. Si a inicis dels 80 tenia 22.000 treballadors, en l'actualitat té 1.300. La reducció es va fer de forma progressiva mitjançant jubilacions anticipades i així poder sostenir el teixit econòmic i social de les zones mineres, amb el suport d'ajuts europeus, condicionades, això sí, al tancament d'explotacions no rendibles.
A causa del declivi de l'activitat minera i la fi de les ajudes al carbó prevista per la normativa europea l'any 2018, l'empresa ha anat diversificant les seves activitats. L'any 2014 s'acordà entre l'empresa i els sindicats l'estabilitat de l'empresa fins més enllà de 2018 mercès l'execució d'activitat relacionades amb el medi ambient mitjançant un pla industrial complementari que permeti mantenir l'activitat econòmica destacada basada en la recuperació del territori i posar en valor àrees degradades per l'activitat minera i mantenir així feina estable per als treballadors de l'empresa, evitant així una sortida traumàtica. L'acord preveia també la diversificació de l'empresa en altres camps, com els serveis energètics, per exemple en temes de consultoria i informació en enginyeria; la geotèrmia per climatització d'edificis a partir d'aigua que es bombeja a les mines; tecnologies de biomassa i el biogàs; a més de ser referent en la investigació de les tecnologies de captació de diòxid de carboni a la seva central tèrmica de La Pereda (Mieres), on s'estan obtenint els millors resultats en aquest camp a la Unió Europea; com sectors tant distants a les altres com el turisme, amb l'obertura al públic del Pozo Sotón (Samartín del Rei Aurelio).
Malgrat que s'han desenvolupat aquests sectors, en arribar el 2018 i la fi de les ajudes, els diversos sindicats representats a Hunosa han criticat que es continua sense tenir un pla d'empresa clar, a més de que la diversificació no ha estat tan profunda com s'havia promès, i continuen reclamant una transició justa. A finals de desembre, l'empresa arribà a un nou acord amb sindicats per desenvolupar un nou pla, on s'ha previst un tancament progressiu de diverses explotacions mineres i el foment de l'empresa com a agent reestructurador del medi ambient en coordinació amb el govern d'Astúries, de nou basant-se en la diversificació, reactivació, promoció industrial i plans socials.